# نيشان السحابة والراية
نيشان السحابة والراية ( Chinese ) المعروف أيضًا باسم نيشان الراية المتألق هو جائزة عسكرية لجمهورية الصين . تأسست في 15 يونيو 1935 وتم منحها في تسع درجات للمساهمات في الأمن القومي.  تتميز شارة النظام بعلم أصفر ترفرف محاطة بسحب بيضاء على حقل أزرق. هذه الصورة محاطة بأشعة ذهبية. 

## درجات
النيشان مقسم إلى تسع درجات، وهي كالتالي: 
| درجة    | اسم                                | درجة                               | شريط   |
| ------- | ---------------------------------- | ---------------------------------- | ------ |
| الأول   | نيشان السحابة والبانر (雲 麾 勳章) | مع خاص جراند كوردون (特種 大 綬)   | </img> |
| الثاني  | نيشان السحابة والبانر (雲 麾 勳章) | مع جراند كوردون (大 綬)            | </img> |
| الثالث  | نيشان السحابة والبانر (雲 麾 勳章) | مع جراند كوردون صفراء (黃色 大 綬) | </img> |
| الرابعة | نيشان السحابة والبانر (雲 麾 勳章) | مع ربطة عنق خاصة (特種 領 綬)      | </img> |
| الخامس  | نيشان السحابة والبانر (雲 麾 勳章) | مع كرافات (領 綬)                  | </img> |
| السادس  | نيشان السحابة والبانر (雲 麾 勳章) | مع روزيت خاص (特種 襟 綬 附 勳 表) | </img> |
| السابع  | نيشان السحابة والبانر (雲 麾 勳章) | مع روزيت (襟 綬 附 勳 表)          | </img> |
| الثامن  | نيشان السحابة والبانر (雲 麾 勳章) | بشريط خاص (特種 襟 綬)             | </img> |
| التاسع  | نيشان السحابة والبانر (雲 麾 勳章) | بشريط (襟 綬)                      | </img> |

## المستلمون

### دولي
- ادوارد ماكجيل الكسندر
- جون ر.ألين
- هنري أرنولد
- كلود أوشينليك
- روبرت أو. باري
- جون بيرش (مبشر)
- آلان بروس بلاكسلاند
- تشارلز بوند (طيار)
- ليزلي بونيه
- ويلبرت س.براون
- جوزيف جيه كابوتشي
- برنارد تشاكسفيلد
- الأمير تشارلز ، كونت فلاندرز
- ليفي ر.تشيس
- كلير لي تشينولت
- فيليب كريستسون
- فاسيلي تشيكوف
- غاريث كلايتون (ضابط سلاح الجو الملكي البريطاني)
- وليام تي كليمنت
- هنري كرو (ضابط سلاح الجو الملكي البريطاني)
- أندرو كننغهام، 1st Viscount Cunningham of Hyndhope
- سيدني دي كانتزو
- غابرييل بي ديسوسواي
- دينيس إيرب
- د. دكستر ايبرتز DVM
- دوايت دي أيزنهاور
- بيتر فليمنج
- وليام فوستر ماكنيس فوستر
- جوليان ن.فريسبي
- جاي جارود
- والاس م. جرين
- فيرنون م
- هانتر هاريس جونيور
- تكس هيل
- بروس ك.هولواي
- فريدريك ج
- صموئيل إل هوارد
- بايرون ف. جونسون
- لويس آر جونز
- جيم تيرنر جوي
- روبرت هالبرين
- روبرت ب.كيلر
- تيموفي كريوكين
- كيم هونغ ايل
- ويلارد أ كيتس
- جون ب.لوكاس
- روبرت ب.لوكي
- ألفين لوديك
- روديون مالينوفسكي
- آرثر تي ماسون
- جيمس م.ماسترز ، الأب.
- جون هـ. ماسترز
- فيرن ج.ماكول
- المقدم. ألفريد ميديندورب (孟登道中校) [7]
- جورج ميرينغ
- كيريل ميريتسكوف
- توماس هينمان مورر
- لويس مونتباتن ، إيرل مونتباتن الأول في بورما
- ديويت بيك
- ريتشارد بيرس
- روي بنيامين بيتس
- إيرل س. بايبر
- صدري بولير
- موهان شمشر جانغ بهادور رنا
- إدوارد ف. ريكتور
- كيلر إي روكي
- ريتشارد ب.
- جون ديل ريان
- ألفريدو إم سانتوس
- توماس جي دبليو سيتل
- صموئيل ر. شو
- ليمويل سي شيبرد جونيور
- أوستن شوفنر
- روبرت ت. سميث
- ماركوس سليمان
- جورج إي ستراتماير
- ستيبان سوبرون
- رافائيل كافانيلاس بروسبر
- جلين سيندركومب
- كارلوس تالبوت
- نيل دي فان سيكل
- كونستد فيلجوين
- جون دبليو فوغت الابن.
- وليام تشايلدز ويستمورلاند
- لويس وليام والت
- أرشيبالد ويفيل ، إيرل ويفيل الأول
- وليام جيه
- إسحاق د
- فريدريك ل
- لويس إي وودز
- وليام إيه وورتون
- هاري إي يارنيل
- جون سي يونغ

### الجنرالات الصينيون
- تشانغ قوان تشونغ
- تشين تشانججي (عام)
- هو زونغنان
- هوانغ وي
- لي مي (جمهورية الصين عامة)
- تشيو تشينغ تشيوان
- شين يي مينج
- ين Teh-fa
- تشنغ دونغ قوه

## روابط خارجية
- "Order of Resplendent Banner". Office of the President Republic of China (Taiwan). مؤرشف من الأصل في 2014-09-07. اطلع عليه بتاريخ 2014-09-07.
- "Order of Resplendent Banner". Office of the President Republic of China (Taiwan). مؤرشف من الأصل في 2014-09-07. اطلع عليه بتاريخ 2014-09-07.
- "Order of Resplendent Banner". Office of the President Republic of China (Taiwan). مؤرشف من الأصل في 2014-09-07. اطلع عليه بتاريخ 2014-09-07.